# Quận của tỉnh Haute-Marne
3 quận của tỉnh Haute-Marne gồm:
1. Quận Chaumont, (tỉnh lỵ của tỉnh Haute-Marne: Chaumont) với 11 tổng và 160 xã. Dân số của quận này là 71.584 người năm 1990, 69.223 người năm 1999, tăng trưởng dân số là 3.3%.
2. Quận Langres, (quận lỵ: Langres) với 10 tổng và 158 xã. Dân số của quận này là 48.793 người năm 1990, và 46.842 người năm 1999, tăng trưởng dân số là 4.0%.
3. Quận Saint-Dizier, (quận lỵ: Saint-Dizier) với 11 tổng và 114 xã. Dân số của quận này là 83.690 người năm 1990, và 78.808 người năm 1999, tăng trưởng dân số là 5.83%.